# Gerald Potterton
Gerald Potterton (Londres, 8 de febrero de 1931-Cowansville, Quebec, Canadá, 23 de agosto de 2022) fue un cineasta y animador británico radicado en Canadá.

## Biografía
Potterton logró reconocimiento como director del clásico de culto de 1981 Heavy Metal, y por su trabajo de animación en Yellow Submarine, película inspirada en la música de The Beatles.
Fue nominado en tres ocasiones a los Premios Óscar en la categoría de mejor cortometraje animado: como director en My Financial Career y Christmas Cracker y como productor en The Selfish Giant.
Falleció en Cowansville el 23 de agosto de 2022, a los 91 años.

## Filmografía

### Cine
| Título                                      | Año  | Detalles            |
| ------------------------------------------- | ---- | ------------------- |
| Huff and Puff                               | 1955 | Animador            |
| Fish Spoilage Control                       | 1956 | Animador            |
| It's a Crime                                | 1957 | Animador            |
| Hors d'oeuvre                               | 1960 | Animador            |
| Life and Radiation                          | 1960 | Animador            |
| My Financial Career                         | 1962 | Director, animador  |
| Christmas Cracker                           | 1963 | Codirector          |
| The Ride                                    | 1963 | Director, actor     |
| Buster Keaton Rides Again                   | 1965 | Cameo               |
| The Railrodder                              | 1965 | Director            |
| Cool McCool                                 | 1966 | Director            |
| The Quiet Racket                            | 1966 | Director            |
| Yellow Submarine                            | 1968 | Animador            |
| Pinter's People                             | 1969 | Director            |
| Tiki Tiki                                   | 1971 | Codirector          |
| The Selfish Giant                           | 1971 | Productor           |
| The Rainbow Boys                            | 1973 | Director            |
| The Happy Prince                            | 1974 | Productor           |
| The Little Mermaid                          | 1975 | Productor ejecutivo |
| The Christmas Messenger                     | 1975 | Productor           |
| Raggedy Ann & Andy: A Musical Adventure     | 1977 | Animador            |
| Canada Vignettes: Winter – Dressing Up      | 1979 | Director            |
| Canada Vignettes: Winter – Starting the Car | 1979 | Director            |
| Heavy Metal                                 | 1981 | Director            |
| The Awful Fate of Melpomenus Jones          | 1983 | Director, animador  |
| Rubik the Amazing Cube                      | 1983 | Director            |
| George and the Christmas Star               | 1985 | Director            |
| Buster Keaton: A Hard Act to Follow         | 1987 | Cameo               |
| The Wonderful Wizard of Oz                  | 1987 | Director, animador  |
| The Smoggies                                | 1988 | Director            |
| The Real Story of I'm a Little Teapot       | 1990 | Director            |
| The Real Story of Baa Baa Black Sheep       | 1991 | Director            |
| Young Robin Hood                            | 1991 | Director            |
| The Real Story of Happy Birthday to You     | 1992 | Director            |